# Mecometopus aurantisignatus
Mecometopus aurantisignatus là một loài bọ cánh cứng trong họ Cerambycidae.